# Ternium Argentina
Ternium Argentina S.A. ist ein lateinamerikanisches Unternehmen mit Hauptquartier in Luxemburg. Ternium ist in der Stahlbranche tätig und entstand aus den drei Unternehmen: Siderar (Argentinien), Sidor (Venezuela) und Hylsa (Mexiko). Rund 20.000 Mitarbeiter sind im Unternehmen beschäftigt.
2007 wurde der mexikanische Stahlkonzern Grupo IMSA übernommen. Im Mai 2008 wurde der venezolanische Unternehmensbereich Sidor von der venezolanischen Regierung verstaatlicht.
Ternium gehört Techint, einem vom italienischen Einwanderer Agostino Rocca in Argentinien gegründeten Unternehmen. Heute leitet sein Enkel Paolo die Gruppe. Außer im Stahlbereich ist Ternium auch in den Segmenten Öl und Gas sowie Bau und Anlagenbau tätig. Laut eigener Homepage beschäftigt die Gruppe 51.000 Mitarbeiter.
2017 kaufte Ternium von ThyssenKrupp das brasilianische Hüttenwerk CSA Companhia Siderurgica do Atlantico bei Rio de Janeiro für 1,5 Milliarden Euro. Ternium verfügte zu diesem Zeitpunkt über Produktionsanlagen unter anderem in Mexiko, Argentinien, Kolumbien, den USA und Guatemala.